# Hrabstwo Orleans (Vermont)
Hrabstwo Orleans (ang. Orleans County) – hrabstwo w stanie Vermont w Stanach Zjednoczonych. Obszar całkowity hrabstwa obejmuje powierzchnię 721,14 mi² (1867,74 km²). Według szacunków United States Census Bureau w roku 2009 miało 27 231 mieszkańców.
Hrabstwo powstało w 1792 roku.

## Miasta (city)
- Newport

## Gminy (town)
- Albany
- Barton
- Brownington
- Charleston
- Coventry
- Craftsbury
- Derby
- Glover
- Greensboro
- Holland
- Irasburg
- Jay
- Lowell
- Morgan
- Newport
- Troy
- Westfield
- Westmore[4]

## Wsie
- Albany
- Barton
- Derby Center
- Derby Line
- North Troy
- Orleans[4]

## CDP

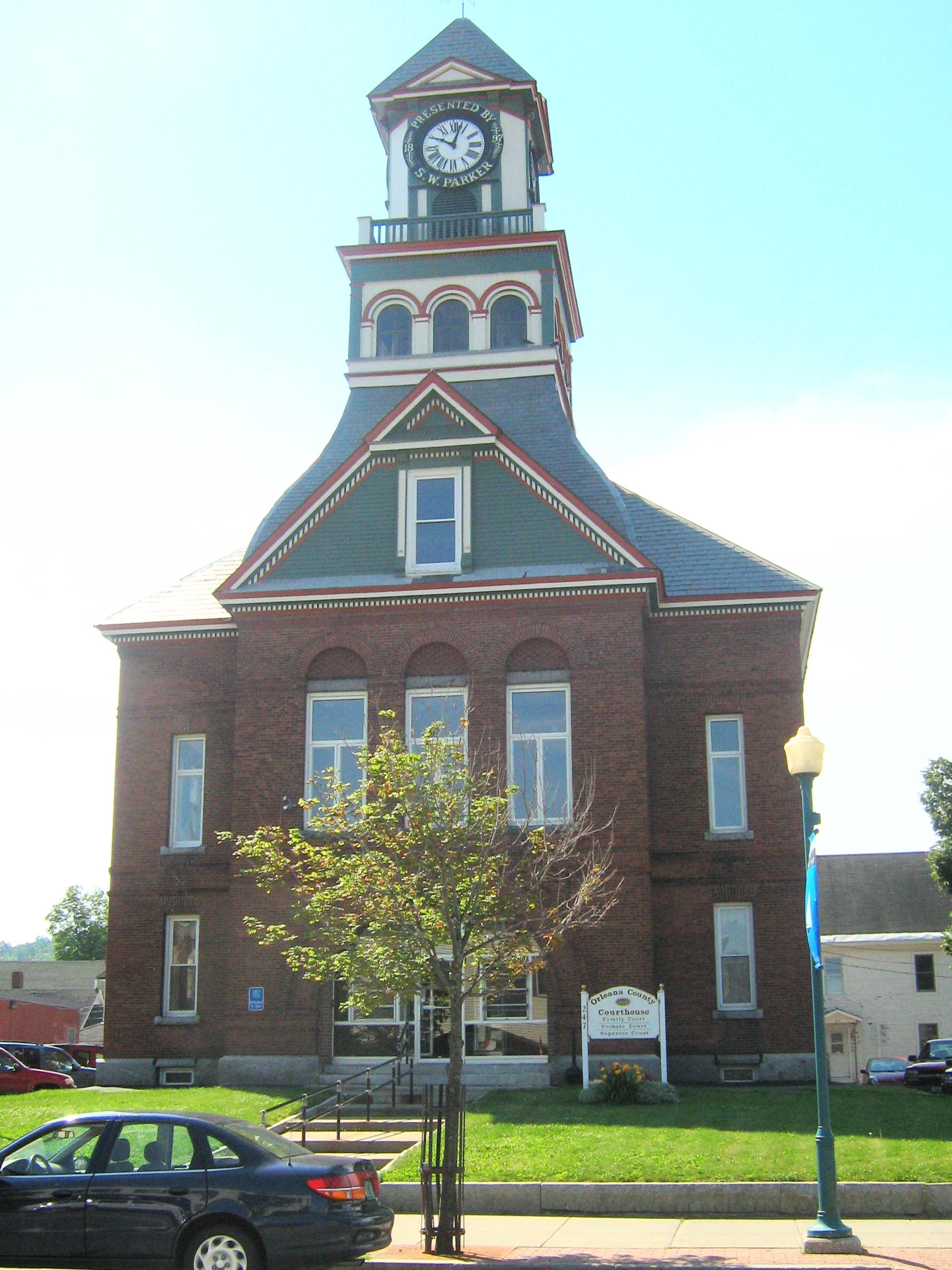
Budynek administracji hrabstwa (courthouse) i więzienie w Newport

- Glover
- Greensboro
- Greensboro Bend
- Irasburg
- Lowell
- Newport Center
- Troy[4]

| Populacja hrabstwa w poprzednich latach | Populacja hrabstwa w poprzednich latach |
| Rok                                     | Liczba ludności                         |
| --------------------------------------- | --------------------------------------- |
| 1980                                    | 23 455                                  |
| 1990                                    | 24 053                                  |
| 2000                                    | 26 277                                  |
| 2005                                    | 27 640                                  |